# Ducato di Baviera-Ingolstadt
Il ducato di Baviera-Ingolstadt (in tedesco: Teilherzogtum Bayern-Ingolstadt o Oberbayern-Ingolstadt) fu uno stato del Sacro Romano Impero, esistito tra il 1392 e il 1447.

## Storia
La creazione del ducato fu conseguenza della morte di Stefano II, duca di Baviera-Landshut, avvenuta il 13 maggio 1375.

### La spartizione del 1392
Poiché il casato di Wittelsbach non applicava il principio della primogenitura salica alle proprie questioni ereditarie, gli eredi maschi del defunto duca si trovarono a dover dividere equamente i possedimenti dinastici (il ducato di Baviera-Landshut) in parti eguali. In un primo tempo i tre figli di Stefano II, Stefano III, Federico e Giovanni II, governarono congiuntamente l'eredità paterna, ma successivamente, nel 1392, si accordarono per dividerne il territorio in parti eguali (Terza spartizione della Baviera):
- a Stefano III andò la Bavaria-Ingolstadt;
- a Federico rimase la Baviera-Landshut;
- a Giovanni II fu concessa la Baviera-Monaco.

La Baviera-Ingolstadt, dunque, si configurava come un Teilherzogtum facente legalmente parte del più grande ducato di Baviera.

### Ludovico VII il Barbuto
Dopo la morte del duca Stefano III nel 1413, suo figlio Ludovico VII (detto il Barbuto) gli successe al trono. In quello stesso anno, Ludovico VII sposò Caterina di Alençon, divenendo anche, de iure uxoris, conte di Mortain.
Il Barbuto fu sempre acerrimo nemico dei propri cugini della Baviera-Landshut e in particolare del duca Enrico IV, con il quale si trovò spesso in guerra. Gli attriti politici e diplomatici, nonché la personale acredine che intercorreva tra i due cugini, esplosero nel 1420 nella cosiddetta Grande guerra dei Signori, o guerra bavarese, che si concluse due anni più tardi con un armistizio voluto dall'Imperatore Sigismondo di Lussemburgo, a seguito del quale l'Ingolstadt perse la sovranità sulla cittadina di Ebersberg.
Nel 1425, tuttavia, Ludovico VII ebbe nuovamente la possibilità di ampliare i confini del proprio ducato: a seguito della morte di Giovanni III, ultimo duca di Baviera-Straubing, infatti, si aprì una nuova crisi inerente alla successione, che si concluse soltanto quattro anni dopo con un arbitrato imperiale, con il quale si stabilì la spartizione del ducato tra Enrico XVI, Ludovico VII ed Ernesto di Baviera-Monaco, al quale passò anche il titolo ducale di Baviera-Straubing, mentre le contee di Hainaut, Olanda e Zelanda furono assegnate a Giacomina di Wittelsbach, unica figlia di Giovanni III.
In quest'occasione, la Baviera-Ingolstadt incamerò i feudi di Schärding, Frontenhausen, Dingolfing, Mallersdorf-Pfaffenberg e Waldmünchen.

### Il tradimento di Ludovico VIII e la fine del ducato
Il 4 settembre 1443, Ludovico il Barbuto fu spodestato da suo figlio Ludovico VIII, che espugnò con le proprie truppe la città di Neuburg, nella quale si trovava il padre: fatto prigioniero, il vecchio duca fu successivamente consegnato in ostaggio a Enrico XVI, con l'aiuto del quale Ludovico VIII era riuscito a prendere il potere.
Il Barbuto morì in cattività nel 1447, mentre Ludovico VIII era scomparso già da due anni, nel 1445, senza aver avuto figli che potessero succedergli. Enrico XVI, essendo l'erede più prossimo, alla morte del cugino prigioniero ne incamerò i feudi, ereditando così il titolo di duca di Baviera-Ingolstadt.

## Duchi di Baviera-Ingolstadt
| Immagine | Nome          | Data di nascita   | Duca dal          | Duca fino al      | Data di morte     | Note |
| -------- | ------------- | ----------------- | ----------------- | ----------------- | ----------------- | --- |
|          | Stefano III   | 1337              | 13 maggio 1375    | 26 settembre 1413 | 26 settembre 1413 | Primogenito di Stefano II. Governò il ducato insieme ai fratelli Giovanni II e Federico; dopo la spartizione del 1392 governò da solo.                                  |
|          | Ludovico VII  | 1368              | 26 settembre 1413 | 4 settembre 1443  | 1º maggio 1447    | Primogenito del precedente. Nel 1443 fu imprigionato dal figlio Ludovico VIII e consegnato come prigioniero al cugino Enrico XVI di Baviera-Landshut. Detto il Barbuto. |
|          | Ludovico VIII | 1º settembre 1403 | 4 settembre 1443  | 13 aprile 1445    | 13 aprile 1445    | Figlio del precedente. Detto il Gobbo. |